# Zápas na Letních olympijských hrách 1988 – muži, řecko-římský do 62 kg
Zápas řecko-římský ve váhové kategorii do 62 kg probíhal na Letních olympijských hrách 1988 v Seongnamském Sangmu Gymnasium. O medaile se utkalo celkem 17 zápasníků.

## Turnajové výsledky
Zápasníci jsou rozděleni do dvou skupin. Je aplikován systém na dvě porážky.
Legenda
- TF — Lopatkové vítězství
- ST — Vítězství na technickou převahu, 12 bodů rozdíl
- PP — Vítězství na body, 1-7 bodů rozdíl, poražený s body
- PO — Vítězství na body, 1-7 bodů rozdíl, poražený bez bodů
- SP — Vítězství na body, 8-11 bodů rozdíl, poražený s body
- SO — Vítězství na body, 8-11 bodů rozdíl, poražený bez bodů
- P0 — Vítězství pro pasivitu, protivník bez bodů
- P1 — Vítězství pro pasivitu, vedoucí 1-7 bodů
- PS — Vítězství pro pasivitu, vedoucí 8-11 bodů
- DC — Vítězství z rozhodnutí, skóre 0-0
- PA — Vítězství pro soupeřovo zranění
- DQ — Vítězství pro soupeřovu diskvalifikaci
- DNA — Nenastoupil
- L — Porážky
- ER — Kolo vyřazení
- CP — Klasifikační body
- TP — Technické body

### Skupiny

#### Skupina A
| L      |                         | CP     | TP     |                         | L      |        |
| Kolo 1 | Kolo 1                  | Kolo 1 | Kolo 1 | Kolo 1                  | Kolo 1 | Kolo 1 |
| ------ | ----------------------- | ------ | ------ | ----------------------- | ------ | ------ |
| 0      | Isaac Anderson (USA)    | 3-1 PP | 3-2    | Mieczysław Tracz (POL)  | 1      |        |
| 0      | Brahim Loksairi (MAR)   | 3-1 PP | 2-1    | Habib Lakhal (TUN)      | 1      |        |
| 1      | Ahad Javansaleh (IRI)   | 1-3 PP | 3-8    | Kamandar Madžidov (URS) | 0      |        |
| 0      | An Te-hjon (KOR)        | 3-0 P1 | 3:59   | Gilles Jalabert (FRA)   | 1      |        |
| 0      | Hu Guohong (CHN)        |        |        | Bye                     |        |        |
| Kolo 2 |                         |        |        |                         |        |        |
| 1      | Hu Guohong (CHN)        | 0-3 P1 | 4:13   | Isaac Anderson (USA)    | 0      |        |
| 1      | Mieczysław Tracz (POL)  | 3-0 P1 | 5:31   | Brahim Loksairi (MAR)   | 1      |        |
| 2      | Habib Lakhal (TUN)      | 0-3 PO | 0-5    | Ahad Javansaleh (IRI)   | 1      |        |
| 0      | Kamandar Madžidov (URS) | 3-0 P1 | 5:24   | An Te-hjon (KOR)        | 1      |        |
| 1      | Gilles Jalabert (FRA)   |        |        | Bye                     |        |        |
| Kolo 3 |                         |        |        |                         |        |        |
| 1      | Gilles Jalabert (FRA)   | 3-1 PP | 13-4   | Hu Guohong (CHN)        | 2      |        |
| 0      | Isaac Anderson (USA)    | 3-0 P1 | 3:21   | Brahim Loksairi (MAR)   | 2      |        |
| 2      | Mieczysław Tracz (POL)  | 0-3 PO | 0-3    | Kamandar Madžidov (URS) | 0      |        |
| 2      | Ahad Javansaleh (IRI)   | 0-4 DQ | 4:55   | An Te-hjon (KOR)        | 1      |        |
| Kolo 4 |                         |        |        |                         |        |        |
| 2      | Gilles Jalabert (FRA)   | 0-3 P1 | 4:14   | Kamandar Madžidov (URS) | 0      |        |
| 1      | Isaac Anderson (USA)    | 0-3 PO | 0-2    | An Te-hjon (KOR)        | 1      |        |
| Kolo 5 |                         |        |        |                         |        |        |
| 2      | Isaac Anderson (USA)    | 1-3 PP | 1-2    | Kamandar Madžidov (URS) | 0      |        |
| 1      | An Te-hjon (KOR)        |        |        | Bye                     |        |        |

| Zápasník                | L | ER | CP |
| ----------------------- | - | -- | -- |
| Kamandar Madžidov (URS) | 0 | -  | 15 |
| An Te-hjon (KOR)        | 1 | -  | 10 |
| Isaac Anderson (USA)    | 2 | 5  | 10 |
| Gilles Jalabert (FRA)   | 2 | 4  | 3  |
| Ahad Javansaleh (IRI)   | 2 | 3  | 4  |
| Mieczysław Tracz (POL)  | 2 | 3  | 4  |
| Brahim Loksairi (MAR)   | 2 | 3  | 3  |
| Hu Guohong (CHN)        | 2 | 3  | 1  |
| Habib Lakhal (TUN)      | 2 | 2  | 1  |

#### Skupina B
| L      |                        | CP       | TP     |                        | L      |        |
| Kolo 1 | Kolo 1                 | Kolo 1   | Kolo 1 | Kolo 1                 | Kolo 1 | Kolo 1 |
| ------ | ---------------------- | -------- | ------ | ---------------------- | ------ | ------ |
| 1      | Jukka Loikas (FIN)     | 1-3 PP   | 6-9    | Šigeki Nišiguči (JPN)  | 0      |        |
| 0      | Živko Vangelov (BUL)   | 3-0 PO   | 1-0    | Jenő Bódi (HUN)        | 1      |        |
| 0      | Peter Behl (FRG)       | 4-0 ST   | 15-0   | Carlos Fernández (ESP) | 1      |        |
| 0      | Hugo Dietsche (SUI)    | 3-1 PP   | 3-2    | Zeki Şahin (TUR)       | 1      |        |
| Kolo 2 |                        |          |        |                        |        |        |
| 2      | Jukka Loikas (FIN)     | 0-3 PO   | 0-7    | Živko Vangelov (BUL)   | 0      |        |
| 1      | Šigeki Nišiguči (JPN)  | 0-3 PO   | 0-7    | Jenő Bódi (HUN)        | 1      |        |
| 1      | Peter Behl (FRG)       | 0-3 P1   | 4:59   | Hugo Dietsche (SUI)    | 0      |        |
| 2      | Carlos Fernández (ESP) | 0-3.5 SO | 0-12   | Zeki Şahin (TUR)       | 1      |        |
| Kolo 3 |                        |          |        |                        |        |        |
| 2      | Šigeki Nišiguči (JPN)  | 0-4 TF   | 1:06   | Živko Vangelov (BUL)   | 0      |        |
| 1      | Jenő Bódi (HUN)        | 3-1 PP   | 4-1    | Hugo Dietsche (SUI)    | 1      |        |
| 1      | Peter Behl (FRG)       | 3-0 P1   | 4:07   | Zeki Şahin (TUR)       | 2      |        |
| Kolo 4 |                        |          |        |                        |        |        |
| 0      | Zhivko Vangelov (BUL)  | 4-0 TF   | 2:14   | Hugo Dietsche (SUI)    | 2      |        |
| 1      | Jenő Bódi (HUN)        | 3-1 PP   | 10-1   | Peter Behl (FRG)       | 2      |        |

| Zápasník               | L | ER | CP  |
| ---------------------- | - | -- | --- |
| Živko Vangelov (BUL)   | 0 | -  | 14  |
| Jenő Bódi (HUN)        | 1 | -  | 9   |
| Peter Behl (FRG)       | 2 | 4  | 8   |
| Hugo Dietsche (SUI)    | 2 | 4  | 7   |
| Zeki Şahin (TUR)       | 2 | 3  | 4.5 |
| Šigeki Nišiguči (JPN)  | 2 | 3  | 3   |
| Jukka Loikas (FIN)     | 2 | 2  | 1   |
| Carlos Fernández (ESP) | 2 | 2  | 0   |

### Finále
|                         | CP               | TP               |                      |                  |
| Zápas o 7. místo        | Zápas o 7. místo | Zápas o 7. místo | Zápas o 7. místo     | Zápas o 7. místo |
| ----------------------- | ---------------- | ---------------- | -------------------- | ---------------- |
| Gilles Jalabert (FRA)   | 4-0 PA           |                  | Hugo Dietsche (SUI)  |                  |
| Zápas o 5. místo        |                  |                  |                      |                  |
| Isaac Anderson (USA)    | 1-3 PP           | 1-5              | Peter Behl (FRG)     |                  |
| Zápas o 3. místo        |                  |                  |                      |                  |
| An Te-hjon (KOR)        | 3-0 P1           | 3:15             | Jenő Bódi (HUN)      |                  |
| Finálový zápas          |                  |                  |                      |                  |
| Kamandar Madžidov (URS) | 3-1 PP           | 6-2              | Živko Vangelov (BUL) |                  |

## Finálové pořadí
1. Kamandar Madžidov (URS)
2. Živko Vangelov (BUL)
3. An Te-hjon (KOR)
4. Jenő Bódi (HUN)
5. Peter Behl (FRG)
6. Isaac Anderson (USA)
7. Gilles Jalabert (FRA)
8. Hugo Dietsche (SUI)